# قارة خان العلياء (بوزي)
قارة خان العلياء (بالفارسية: قره‌خان علیا) هي منطقة سكنية تقع في إيران في قسم بوزي الريفي.